# Melissanthi Mahut
Melissanthi Mahut (griech. Μελισσάνθη Μάχουτ; * 20. September 1988 in Toronto) ist eine griechisch-kanadische Filmschauspielerin.

## Leben
Melissanthi Mahut ist die Tochter eines Kanadiers und einer Griechin und wuchs in Griechenland auf. Sie studierte bis 2012 Schauspiel an der Royal Academy of Dramatic Art in London. Danach wurde sie überwiegend in Griechenland als Filmschauspielerin tätig. International bekannt wurde 2018 ihre Verkörperung der „Kassandra“ im Computerspiel Assassin’s Creed Odyssey und dem Nachfolger Assassin’s Creed Valhalla. Für diese Rolle wurde sie für einen BAFTA Game Award und einen The Game Award nominiert. 2020 spielte sie „Mita“ in der Filmkomödie Eurovision Song Contest: The Story of Fire Saga.

## Filmografie (Auswahl)
- 2014: In Transit
- 2015: World Apart
- 2016: Notias
- 2018: The Taste of Love (Η Γεύση της Αγάπης)
- 2019–2020: Eteros Ego (Fernsehserie, 16 Folgen)
- 2020: Eurovision Song Contest: The Story of Fire Saga
- 2022–2025: Sandman (The Sandman, Fernsehserie, 2 Folgen)
- 2023: Meg 2: Die Tiefe (Meg 2: The Trench)